# Holocentrus
Holocentrus ist eine nur zwei Arten umfassende Gattung der Husarenfische (Holocentrinae). Die beiden Arten kommen in tropischen und subtropischen Bereichen des Atlantischen Ozeans vor.

## Merkmale
Die Holocentrus-Arten werden 35 bis 60 cm lang und sind überwiegend rötlich gefärbt, die Flossen können auch orange oder weißlich sein. Unter dem Hinterteil des hartstrahligen Abschnitts der Rückenflosse zieht sich ein winkliges, breites, weißes Band über die Körperseiten nach unten. Auffallend ist der verlängerte vordere Teil des weichstrahligen Abschnitts der Rückenflosse. Die Schwanzflosse ist tief gegabelt, aber unsymmetrisch mit einem längeren oberen Lobus. Die Anzahl der Kiemenreusenstrahlen auf dem unteren Ast des ersten Kiemenbogens liegt bei 15 bis 18 (inklusive der rudimentären Strahlen und derer im Winkel).

## Lebensweise
Beide Arten sind nachtaktiv und verbergen sich tagsüber in Höhlen und unter Korallenstöcken. Tagsüber jagen sie über Sandböden und Seegraswiesen nach Krabben, Garnelen, anderen Krebstieren, Schnecken und Schlangensternen.

## Arten
- Gemeiner Husar (Holocentrus adscensionis) (Osbeck, 1765).
- Langstachelhusar (Holocentrus rufus) (Walbaum, 1792).